# إدوارد كوندون
إدوارد كوندون (بالإنجليزية: Edward Condon)‏ (و. 1902 – 1974 م) هو فيزيائي، وعالم نووي من الولايات المتحدة الأمريكية . ولد في ألاموغوردو .
شارك في مشروع مانهاتن .وكان عضواً في الأكاديمية الوطنية للعلوم، والجمعية الأمريكية لتقدم العلوم، والأكاديمية الأمريكية للفنون والعلوم .
توفي في بولدر (كولورادو) ، عن عمر يناهز 72 عاماً.

## التعليم
تعلم في جامعة كاليفورنيا، بركلي

## مناصب وهيئات
أدار جامعة برنستون.

## جوائز
حصل على جوائز منها:
- قلادة فريدريك آيفس (1968).

## روابط خارجية
- إدوارد كوندون على موقع الموسوعة البريطانية (الإنجليزية)
- إدوارد كوندون على موقع إن إن دي بي (الإنجليزية)